# Jurij Goličič
Jurij Goličič (* 6. April 1981 in Kranj, SR Slowenien, Jugoslawien) ist ein ehemaliger slowenischer Eishockeyspieler, der an vier Weltmeisterschaften teilgenommen hat. Sein jüngerer Bruder Boštjan ist ebenfalls ein slowenischer Nationalspieler.

## Karriere
Jurij Goličič begann seine Karriere als Eishockeyspieler in der Nachwuchsabteilung des HK MK Bled, für den er bereits als 15-Jähriger in der  slowenischen Eishockeyliga spielte. 1996 wechselte er nach Kanada. Nachdem er beim CHL Import Draft 1998 in der ersten Runde als insgesamt 26. Spieler von den Owen Sound Platers ausgewählt worden war, wechselte er in die Ontario Hockey League auf, kehrte aber bereits nach gut einem Jahr in die Heimat zurück. Anschließend spielte er bis 2004 bei HDD Olimpija Ljubljana. Mit dem Hauptstadtklub gewann er fünf Mal in Folge die slowenischen Meisterschaft. Nach dem Wechsel zum HK Jesenice gewann er 2005, 2006 und 2008 erneut den slowenischen Titel. 2008 kehrte er nach Ljubljana zurück und beendete dort 2010 seine aktive Laufbahn. Von 2006 bis 2010 spielte er für Jesenice und Ljubljana vorwiegend in der österreichischen Liga.

### International
Für Slowenien nahm Goličič im Juniorenbereich an der U20-Weltmeisterschaft der Division II 2001, als der Aufstieg in die Division I gelang, teil.
Im Seniorenbereich stand er bereits zuvor bei der B-Weltmeisterschaft 2000 im Aufgebot seines Landes. Anschließend spielte er nach der Umstellung auf das Divisionensystem 2003, 2005, 2006 und 2008 in der Top-Division sowie 2004, 2007 und 2009 in der Division I. Zudem vertrat er sein Heimatland bei der Qualifikation für die Olympischen Winterspiele in Turin 2006.

## Erfolge und Auszeichnungen
- 2000 Slowenischer Meister mit dem HDD Olimpija Ljubljana
- 2001 Slowenischer Meister mit dem HDD Olimpija Ljubljana
- 2001 Aufstieg in die Division I bei der Weltmeisterschaft der Division II
- 2002 Slowenischer Meister mit dem HDD Olimpija Ljubljana
- 2003 Slowenischer Meister mit dem HDD Olimpija Ljubljana
- 2004 Slowenischer Meister mit dem HDD Olimpija Ljubljana
- 2004 Aufstieg in die Top-Division bei der Weltmeisterschaft der Division I, Gruppe B
- 2005 Slowenischer Meister mit dem HK Jesenice
- 2006 Slowenischer Meister mit dem HK Jesenice
- 2007 Aufstieg in die Top-Division bei der Weltmeisterschaft der Division I, Gruppe B
- 2008 Slowenischer Meister mit dem HK Jesenice